# هیتاپ (آلاباما)
هیتاپ (به انگلیسی: Hytop) شهری در شهرستان جکسون ایالت آلاباما است که مساحت آن ۵٫۸۸ کیلومتر مربع است و در سرشماری سال ۲۰۱۰ میلادی، ۳۵۴ نفر جمعیت داشته و تراکم جمعیتی آن، ۶۰٫۲ نفر در هر کیلومتر مربع بوده است.